# 哇尔玛乡
哇尔玛乡是中华人民共和国四川省阿坝藏族羌族自治州阿坝县已撤销的一个乡。
2020年6月8日，四川省人民政府撤销哇尔玛乡，将原哇尔玛乡所属行政区域划归阿坝镇管辖。

## 行政区划
哇尔玛乡撤销前下辖以下地区：
铁穷村、足么村、尕休村和洞沟村。